# Krogsfall (naturreservat)
Krogsfall är ett naturreservat i Kinda kommun i Östergötlands län.
Området, som är naturskyddat sedan 2001, är 24 hektar stort. Reservatet omfattar höjder och sluttningar söder om gården Krogsfall och består av naturskog.